# Mihkel Räim
Mihkel Räim (* 3. Juli 1993 in Kuressaare, Saaremaa) ist ein estnischer Radrennfahrer.

## Sportliche Laufbahn
Mihkel Räim entstammt einer Radsportfamilie: Sein Vater war Rennfahrer, betreibt ein Fahrradgeschäft und ist Präsident eines Radsportklubs. Über 20 Jahre lang organisierte er ein in Estland bekanntes Radrennen auf der Insel Saaremaa Saaremaa Velotuur. Auch alle seine Onkel waren als Radsportler aktiv. In der Jugendzeit von Räim war Radsport in Estland noch keine sonderlich populäre Sportart, so dass sein Vater Probleme hatte, ihm die passende Sportkleidung zu besorgen. Räim bestritt zunächst lokale und nationale Rennen. 2010 wurde er estnischer Junioren-Meister im Straßenrennen und gewann die Tour De La Région De Lodz.
2012 startete Räim bei der Juniorausgabe von Paris–Roubaix und belegte Rang zwölf. Daraufhin wurde er nach Frankreich eingeladen, um dort in dem Amateurteam CR4C Roanne zu fahren. Im Jahr darauf wechselte er zu Amore & Vita und entschied eine Etappe der Baltic Chain Tour für sich. Nachdem er 2015 ohne Team gewesen war, wechselte er 2016 zur Israel Cycling Academy. Im selben Jahr gewann er die Tour de Hongrie, zwei Etappen der Tour de Beauce und wurde estnischer Straßenmeister. 2017 und 2018 gelangen ihm weitere Etappenerfolge, 2018 wurde er ein weiteres Mal nationaler Meister im Straßenrennen. 2019 gewann er die Tour of Estonia und zu Beginn des Jahres 2020 eine Etappe der Tour of Antalya.
2021 entschied Mihkel Räim jeweils eine Etappe der Istrian Spring Trophy und der Tour of Bulgaria für sich. Er gewann die Gesamtwertung der Banja Luka-Belgrad und wurde zum dritten Mal Landesmeister im Straßenrennen, im Jahr darauf gewann er den Titel zum vierten Mal. 2024 siegte er im Rennen Tartu Rattaralli.

## Erfolge
2010
- Gesamtwertung und drei Etappen Tour De La Région De Lodz
- Estnischer Junioren-Meister – Straßenrennen

2013
- eine Etappe Baltic Chain Tour

2015
- zwei Etappen und Punktewertung Grand Prix Chantal Biya

2016
- Gesamtwertung und eine Etappe Tour de Hongrie
- zwei Etappen Tour de Beauce
- Estnischer Meister – Straßenrennen

2017
- eine Etappe Colorado Classic
- eine Etappe Slowakei-Rundfahrt
- eine Etappe Tour d’Azerbaïdjan

2018
- Great War Remembrance Race
- eine Etappe Tour de Korea
- eine Etappe Tour of Japan
- eine Etappe Vuelta a Castilla y León
- Estnischer Meister – Straßenrennen

2019
- Gesamt- und Punktewertung, eine Etappe Tour of Estonia

2020
- eine Etappe Tour of Antalya

2021
- eine Etappe Istrian Spring Trophy
- Gesamtwertung und eine Etappe Banja Luka-Belgrad
- Estnischer Meister – Straßenrennen
- eine Etappe Tour of Bulgaria

2022
- Estnischer Meister – Straßenrennen

## Grand Tour-Platzierungen
| Grand Tour            | 2020 | 2021 | 2022 |
| --------------------- | ---- | ---- | ---- |
| Giro d’ItaliaGiro     | –    | –    | –    |
| Tour de FranceTour    | –    | –    | –    |
| Vuelta a EspañaVuelta | 139  | –    | –    |